# ヴィーナス (長山洋子のアルバム)
『ヴィーナス（英語表記：VENUS）』は、日本の歌手、長山洋子のアイドル歌手活動時に発売された初の洋楽カバー・アルバムで、通算2枚目のオリジナル・アルバム。1987年2月1日にビクター音楽産業から発売された。

## 概要
1986年10月21日に発売された長山によるバナナラマのカバー・シングル「ヴィーナス」の原詞である英語バージョンをはじめ、当時の洋楽のヒットナンバーで統一されたカバー・アルバム。
訳詞は篠原仁志、さかたかずこ、吉元由美が、編曲は鷺巣詩郎と西平彰が手掛けている。
A-1「ヴィーナス」は前出の英語バージョン、B-4はシングルと大きく異なりイントロ・間奏を長くエディットの上、一部ボーカルに加工が施されミキシングの異なるExtended Versionにて収録されている。
発売当時はLPレコード・コンパクトカセット・CDの3形態で発売されたが、2022年現在は音楽配信にて音源の入手が可能となっている。

## 収録曲
特記以外 全編曲：鷺巣詩郎（「愛は吐息のように」のみ西平彰）

### LPレコード・コンパクトカセット

#### SIDE A
1. ヴィーナス　VENUS －English Version－
作詞・作曲：Robert Leeuwen
  - 8thシングルA面曲の英語バージョン。
  - オランダのロックグループ、ショッキング・ブルー (The Shocking Blue) が1969年にリリースしたシングル曲「Venus」のカバー[3]。
2. トゥ・オブ・ハーツ　TWO OF HEARTS
作詞・作曲：J. Michell, S. Gatlin, T. Greene
日本語詞：吉元由美
  - アメリカの女性シンガー、ステイシー・キュー (Stacey Q) が1986年にリリースしたシングル曲「Two of Hearts」のカバー[4]。
3. ミスター・マンデー　MR.MONDAY
作詞・作曲：Dennis Lambert, Brian Potter
日本語詞：篠原仁志
  - カナダ出身のバンド、オリジナル・キャスト (THE ORIGINAL CASTE) が1970年にリリースしたシングル曲「Mr. Monday」のカバー[5]。
  - 長山の9thシングル「ユア・マイ・ラヴ」のB面としてシングルカットされた。
4. アイ・ライク・ユー　I LIKE YOU
作詞・作曲：Phyllis Nelson
日本語詞：篠原仁志
  - アメリカ・フィラデルフィア出身の女性シンガーソングライター、フィリス・ネルソン (Phyllis Nelson) が1985年にリリースしたシングル曲「I Like You」のカバー[6]。
5. サニー　SUNNY
作詞・作曲：Bobby Hebb
日本語詞：篠原仁志
  - アメリカ・テネシー州出身の歌手で作曲家・ピアニストの ボビー・ヘブ（Bobby Hebb) が1966年にリリースしたシングル曲「Sunny」のカバー[7]。

#### SIDE B
1. パパ・ドント・プリーチ　PAPA DON'T PREACH
作詞・作曲：Brian Elliot, Madonna
日本語詞：さかたかずこ
  - アメリカの女性シンガー、マドンナ (Madonna) が1986年にリリースしたシングル曲「Papa Don't Preach」のカバー[8]。
2. ギヴ・ミー・アップ　GIVE ME UP
作詞・Pierre Nigro, M. de San Antonio　作曲：Mario Nigro
日本語詞：さかたかずこ
  - イタリア出身の男性シンガーソングライター、マイケル・フォーチュナティ（Michael Fortunati）が1986年にリリースしたデビューシングル「Give Me Up」のカバー[9]。
3. 愛は吐息のように　TAKE MY BREATH AWAY
作詞・作曲：Giorgio Moroder, Tom Whitlock
日本語詞：さかたかずこ　
  - アメリカ・カリフォルニア州出身のバンド、ベルリン (Berlin) が1986年にリリースしたシングル曲「Take My Breath Away」のカバー。
  - 1986年のアメリカ映画『トップガン（Top Gun）』の挿入歌で、アカデミー歌曲賞ほか数々の賞を受賞した楽曲[10]。
4. ヴィーナス　VENUS －Extended Version－
作詞・作曲：Robert Leeuwen
日本語詞：篠原仁志
  - 8thシングルA面曲のアルバム・バージョン。

### CD
1. ヴィーナス 　VENUS －English Version－（3:31）
2. トゥ・オブ・ハーツ 　TWO OF HEARTS（4:00）
3. ミスター・マンデー 　MR.MONDAY（3:55）
4. アイ・ライク・ユー 　I LIKE YOU（4:26）
5. サニー 　SUNNY（4:10）
6. パパ・ドント・プリーチ 　PAPA DON'T PREACH（3:58）
7. ギヴ・ミー・アップ 　GIVE ME UP（3:52）
8. 愛は吐息のように 　TAKE MY BREATH AWAY（4:14）
9. ヴィーナス 　VENUS －Extended Version－（6:11）